# تکتو
تکتو (به بلغاری: Teketo) یک منطقهٔ مسکونی در بلغارستان است که در شهرستان هاسکوفو واقع شده‌است.